# Saint-Firmin (Saône-et-Loire)
Saint-Firmin é uma comuna francesa na região administrativa de Borgonha-Franco-Condado, no departamento de Saône-et-Loire. Estende-se por uma área de 15,77 km². Em 2010 a comuna tinha 872 habitantes (densidade: 55,3 hab./km²).